# 1940 в авіації
Основна стаття: Авіація.
1940 рік в авіації

## Події
- 6 січня — під час Зимової війни, лейтенант фінських ВПС Йорма Сарванто[fi] (фін. Jorma Kalevi Sarvanto), менш ніж за п'ять хвилин, збиває шість радянських бомбардувальників ДБ-3, з семи, що перебували у повітрі[1]
- 27 лютого — Рейхсмаршалом Германом Герінгом засновано Почесний Кубок Люфтваффе (нім. Ehrenpokal für besondere Leistung im Luftkrieg) — військова нагорода за особливі здобутки у повітряній війні. Нагородженню підлягали військовослужбовці Люфтваффе. За основу зовнішнього вигляду кубка узята аналогічна нагорода часів Першої світової війни — «Ehrenbecker fur Sieger im Luftcampf»
- 12 квітня — Люфтваффе сформовано 5-й повітряний флот
- 26 квітня — у Веллінгтоні зареєстровано новозеландську авіакомпанію Tasman Empire Airways Limited (TEAL), із 1965 Air New Zealand Limited
- 14 травня — під час проведення Голландської операції, яка, у свою чергу, була частиною Французької компанії, Люфтваффе здійснило бомбардування Роттердама
- 14 червня — двома радянськими бойовими літаками, біля острівця Кері у Фінський затоці, збито фінський цивільний літак Юнкерс 52 (назва «Kaleva», бортовий номер OH-ALL), фінської авіакомпанії «Aero O/Y», що вилетів 14 червня 1940 о 13:54 із Таллінна за маршрутом Таллінн — Гельсінки. Загинуло два члени екіпажа та сім пасажирів
- 10 липня—31 жовтня[2] — Битва за Британію (англ. Battle of Britain, нім. Schlacht um England), військове протистояння між Люфтваффе та Королівськими ВПС за домінування у повітряному просторі Великої Британії. Перша масштабна військова кампанія, що велася виключно за рахунок ВПС. Назва пішла від промови прем'єр-міністра Вінстона Черчиля в Палаті громад:

|                                   | Битва за Францію закінчилася. Я очікую, що битва за Британію ось-ось почнеться |
| — Вінстон Черчиль, 18 червня 1940 |                                                                                |

- 24 серпня — німецька авіація завдала першого бомбового удару по Лондону
- в ніч на 26 серпня — ВПС Великої Британії здійснили свій перший наліт на Берлін
- 6 листопада — почалося формування Чернігівської військової авіаційної школи пілотів (ЧВАШП)
- 16 грудня — Рейхсмаршалом Германом Герінгом засновано Знак льотчика-планериста (нім. Segelflugzeugführerabzeichen)
- 23 рудня — зареєстровано Hindustan Aircraft, індійську державну авіаційно-космічну та оборонну компанію, що базується в м. Бенґалуру. Від 1 жовтня 1964, після реорганізації, назву змінено на Hindustan Aeronautics Limited (гінді हिंदुस्तान एरोनॉटिक्स लिमिटेड)

### Перший політ
- 4 січня — Fairey Fulmar, британський палубний винищувач;
- 13 січня — Як-1, радянський одномоторний винищувач часів Другої світової війни, перший бойовий літак, розроблений КБ під управлінням Олександра Яковлєва
- 24 лютого — британський одномісний винищувач-бомбардувальник часів Другої світової війни, виконано пілотом-випробувачем Ф. Люкесом (англ. Philip Lucas). Вироблявся фірмою Hawker Aircraft Ltd. з 1941 до листопада 1945. Залишався на озброєнні до 1947
- 30 березня — ЛаГГ-3 (Лавочкин-Горбунов-Гудков, прізвисько: «Рояль»[3]), радянський одномісний одномоторний поршневий винищувач-моноплан, стояв на озброєнні Червоної армії напередодні та під час німецько-радянської війни
- 5 квітня — МиГ-1, радянський висотний одномісний, одномоторний винищувач часів Другої світової війни
- 14 травня — далекий бомбардувальник Ер-2, спроектованого в ДКБ-240 під керівництвом В. Г. Єрмолаєва
- 18 травня — Saab B17, шведський легкий бомбардувальник та літак-розвідник
- 29 травня Chance Vought F4U Corsair, американський палубний винищувач-бомбардувальник виробництва авіакомпанії Vought.
- 15 червня — експериментальний винищувач підвищеної висотності Су-1, конструкції Павла Сухого
- 16 червня — Ш-7, шестимісний літаючий човен-амфібія, конструкції Вадима Борисовича Шаврова, призначалася для зв'язку між полярними станціями, льодової розвідки з кораблів і експлуатації в північних районах СРСР
- 19 серпня — North American B-25 Mitchell (англ. North American B-25 Mitchell) — американський двомоторний суцільнометалевий п'ятимісний бомбардувальник середнього радіуса дії
- 7 вересня — Blohm & Voss BV 222 Wiking, німецький літаючий човен періоду Другої світової війни, виробництва верфі «Blohm & Voss» GmbH
- 26 жовтня — North American P-51 Mustang, американський винищувач, вважається найкращим винищувачем ВПС США часів Другої світової війни. Експортувався до багатьох країн світу, брав участь у Корейській війні 1950—1953 й ряду інших збройних конфліктів
- 29 жовтня — МиГ-3, радянський висотний одномісний, одномоторний винищувач часів Другої світової війни
- 15 листопада — Yokosuka D4Y Suisei (яп. D4Y彗星, «D4Y Комета»), пікіруючий бомбардувальник Імперського флоту Японії часів Другої світової війни
- 25 листопада — De Havilland Mosquito, британський багатоцільовий бомбардувальник, нічний винищувач часів Другої світової війни. Перший політ здійснено Джеффрі Де Хевілленд-молодшим.
- 29 листопада — Junkers Ju 288, німецький бомбардувальник середньої дальності з суцільнометалевим корпусом періоду Другої світової війни
- 7 грудня — Fairey Barracuda, британський палубний торпедоносець й пікіруючий бомбардувальник часів Другої світової війни; перший англійський суцільнометалевий літак цього типу
- 18 грудня — Curtiss SB2C Helldiver, американський палубний пікіруючий бомбардувальник часів Другої світової війни

### Прийнято на озброєння
- липень — японський палубний винищувач Mitsubishi A6M Zero
- грудень — Grumman F4F Wildcat, палубний винищувач (винищувач-бомбардувальник) виробництва американської авіакомпанії Grumman, розроблений наприкінці 1930-х. Знаходився на озброєнні військово-морських сил США, Великої Британії та ВПС Канади за часів Другої світової війни

### Знято з озброєння
- Nakajima Ki-6 — японський військово-транспортний, розвідувальний та пасажирський літак

### Розпочато серійне виробництво
- 23 червня — розпочато серійне виробництво Пе-2, радянського двомоторного пікіруючого бомбардувальника. Розроблений ЦКБ-29 під керуванням Володимира Петлякова[4]

### Авіамотори, агрегати, прибори тощо
- перший запуск АШ-82, радянського 14-циліндрового поршневого дворядного зіркоподібного авіаційного двигуна з повітряним охолодженням.

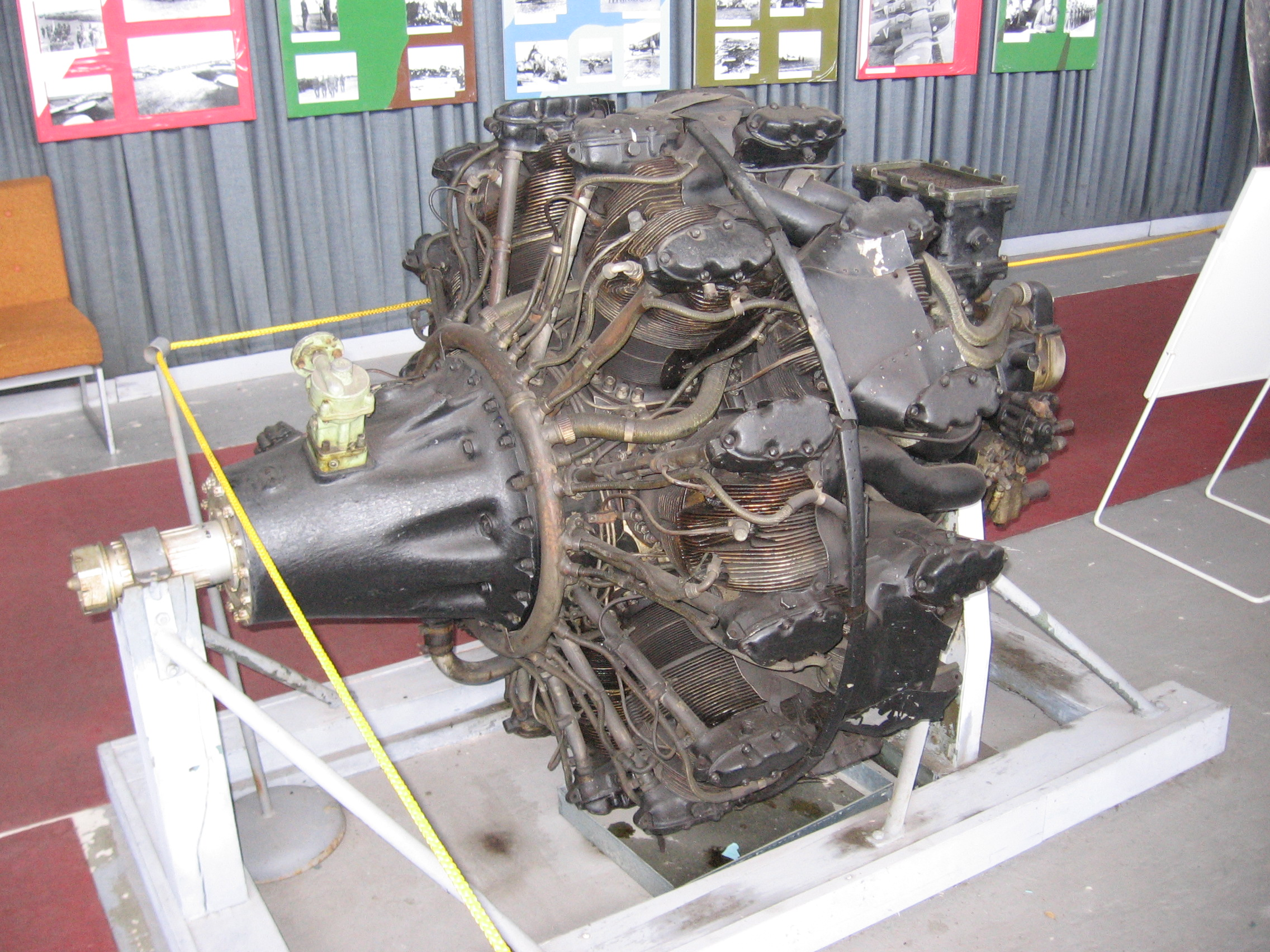
АШ-82 в Празькому авіаційному музеї

## Персоналії

### Померли
- 14 березня — Генрих Люббе (нім. Heinrich Lübbe, 12 січня 1884, Нінбург-на-Везер), німецький авіаконструктор і винахідник — розробник синхронизатора; засновник фірми Arado Flugzeugwerke
- 3 грудня — Вольф фон Штуттергайм, німецький воєначальник часів Третього Рейху, генерал-майор Люфтваффе (1940), один з командирів бомбардувальної авіації. Кавалер Pour le Mérite (1918) та Лицарського хреста Залізного хреста (1940). Учасник Першої та Другої світових війн

## Галерея

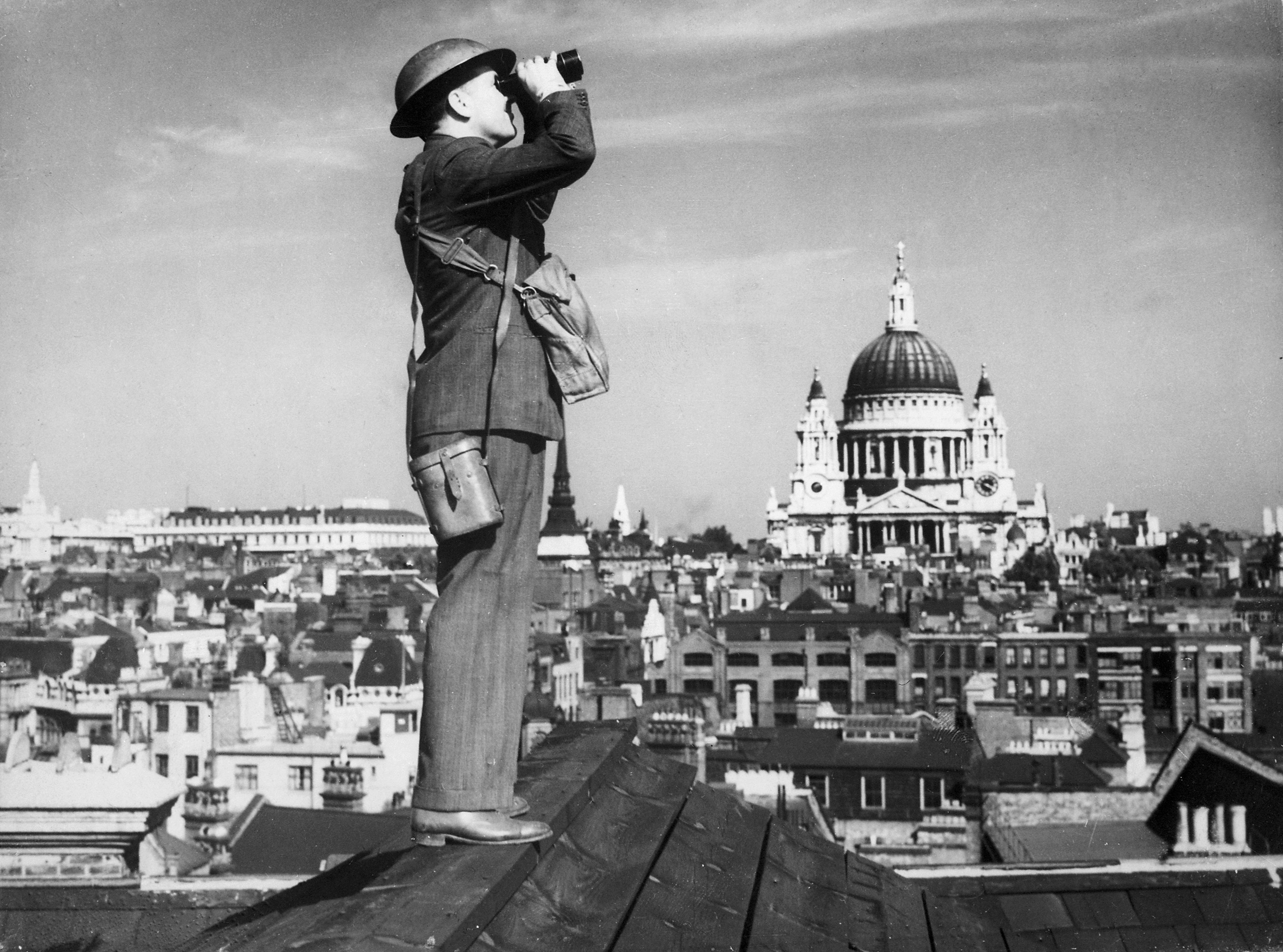
Доброволець з Королівського корпусу спостерігачів слідкує за небом над Лондоном
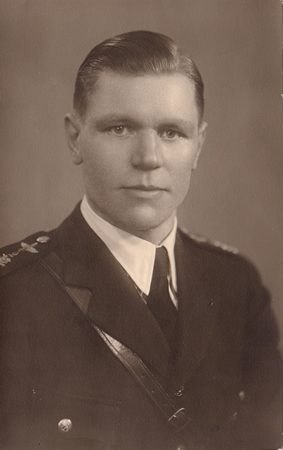
Фінський ас Йорма Сарванто
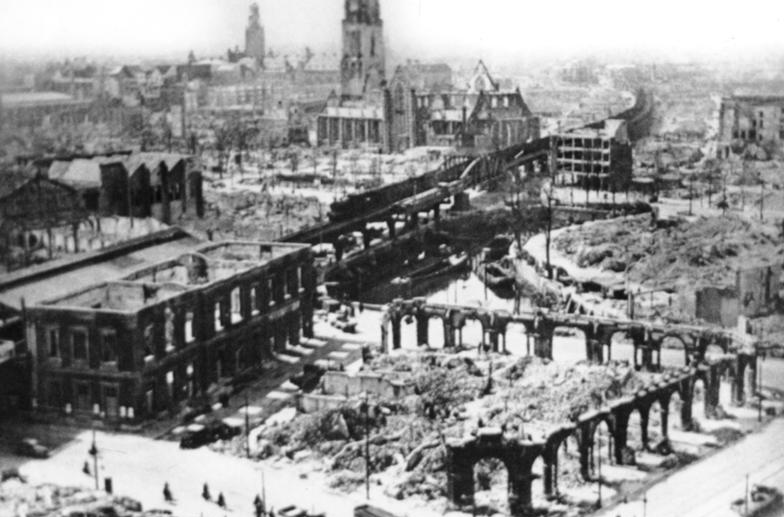
Наслідки бомбардування Роттердаму
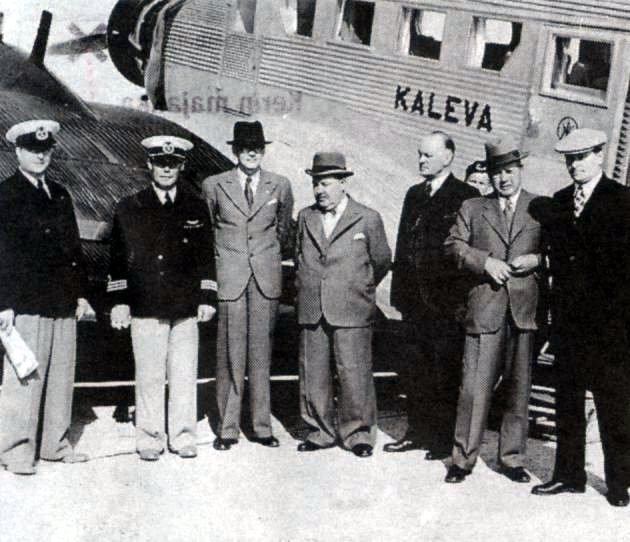
«Kaleva» незадовго до знищення
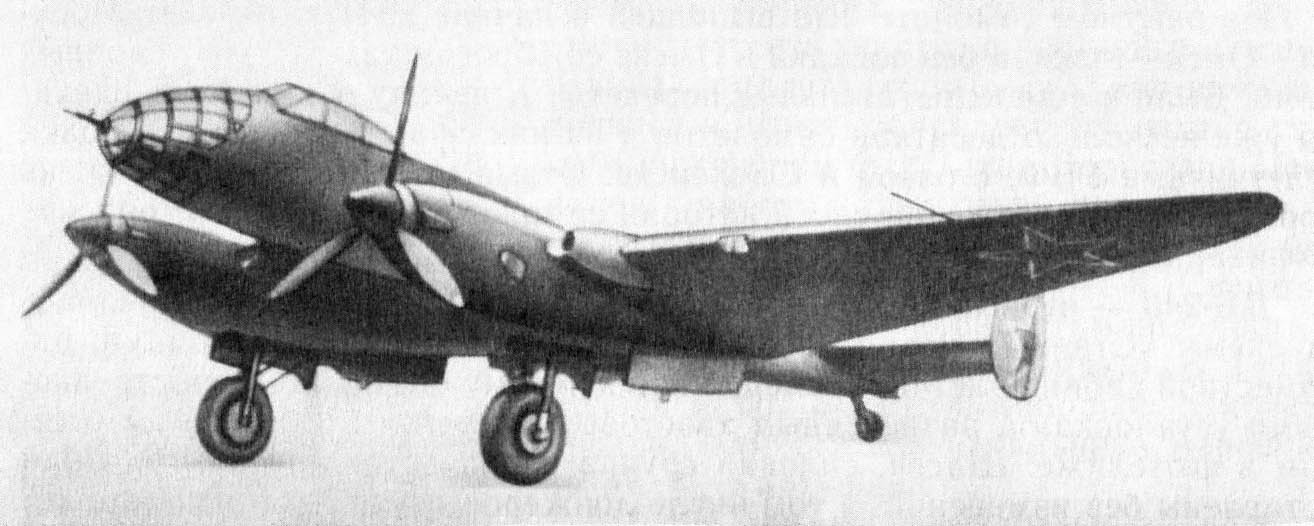
Ер-2 (ДБ-240)
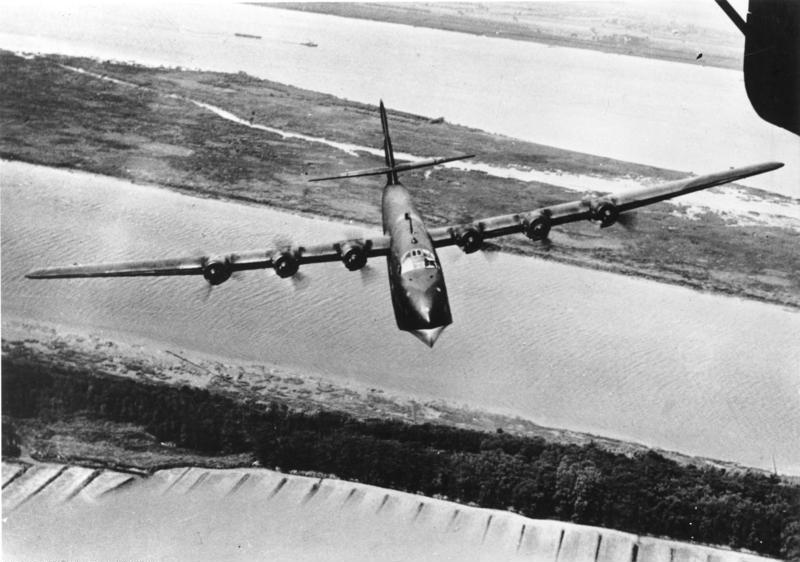
BV 222 «Wiking»
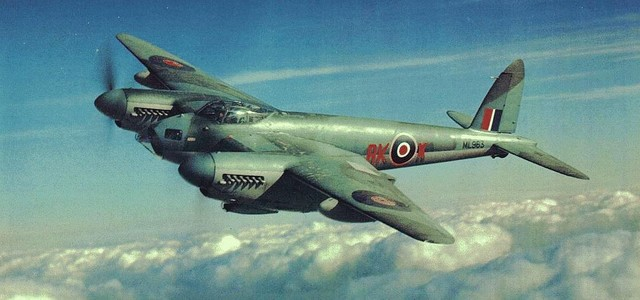
de Havilland Mosquito
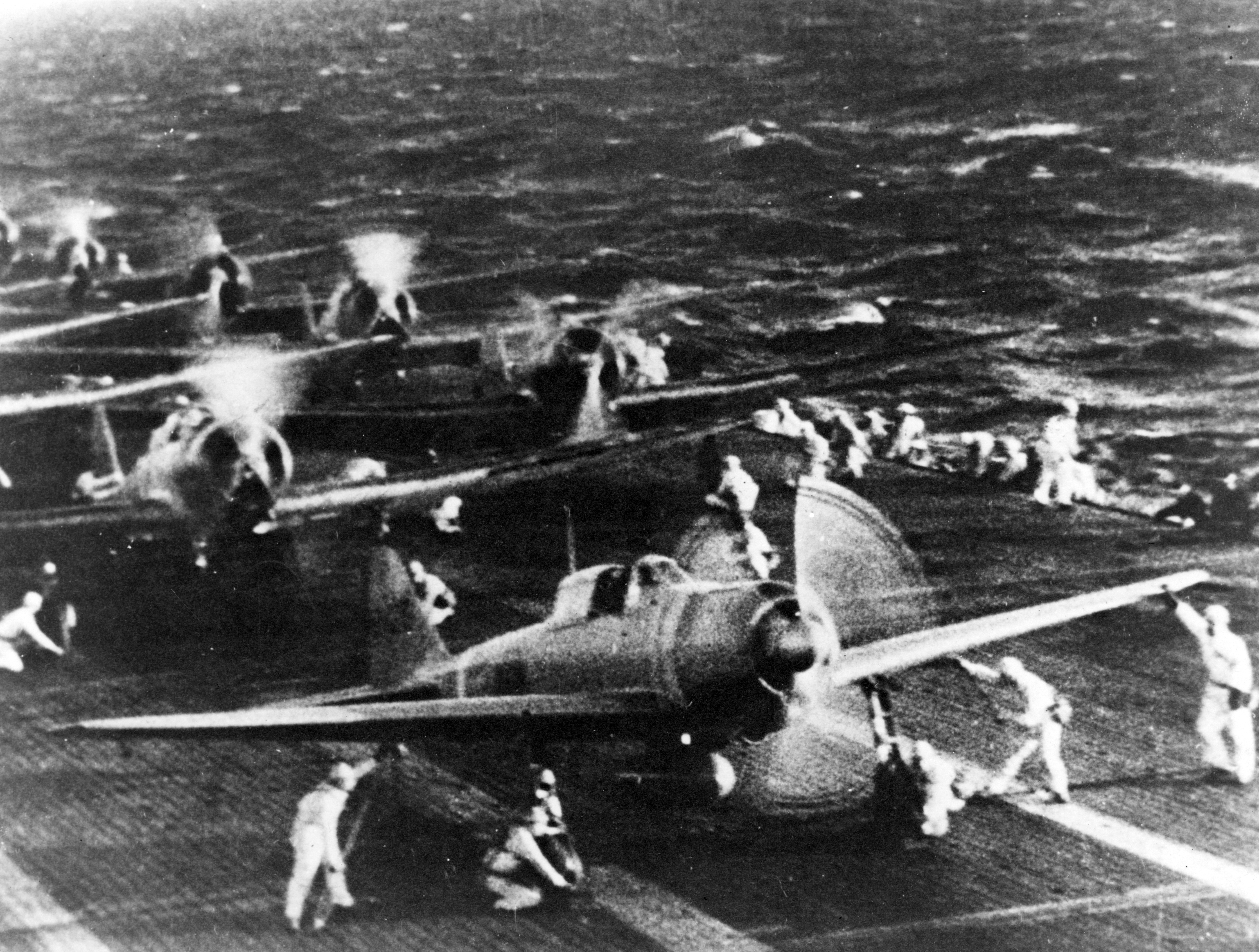
«Зеро» на палубі авіаносця перед нападом на Перл-Гарбор
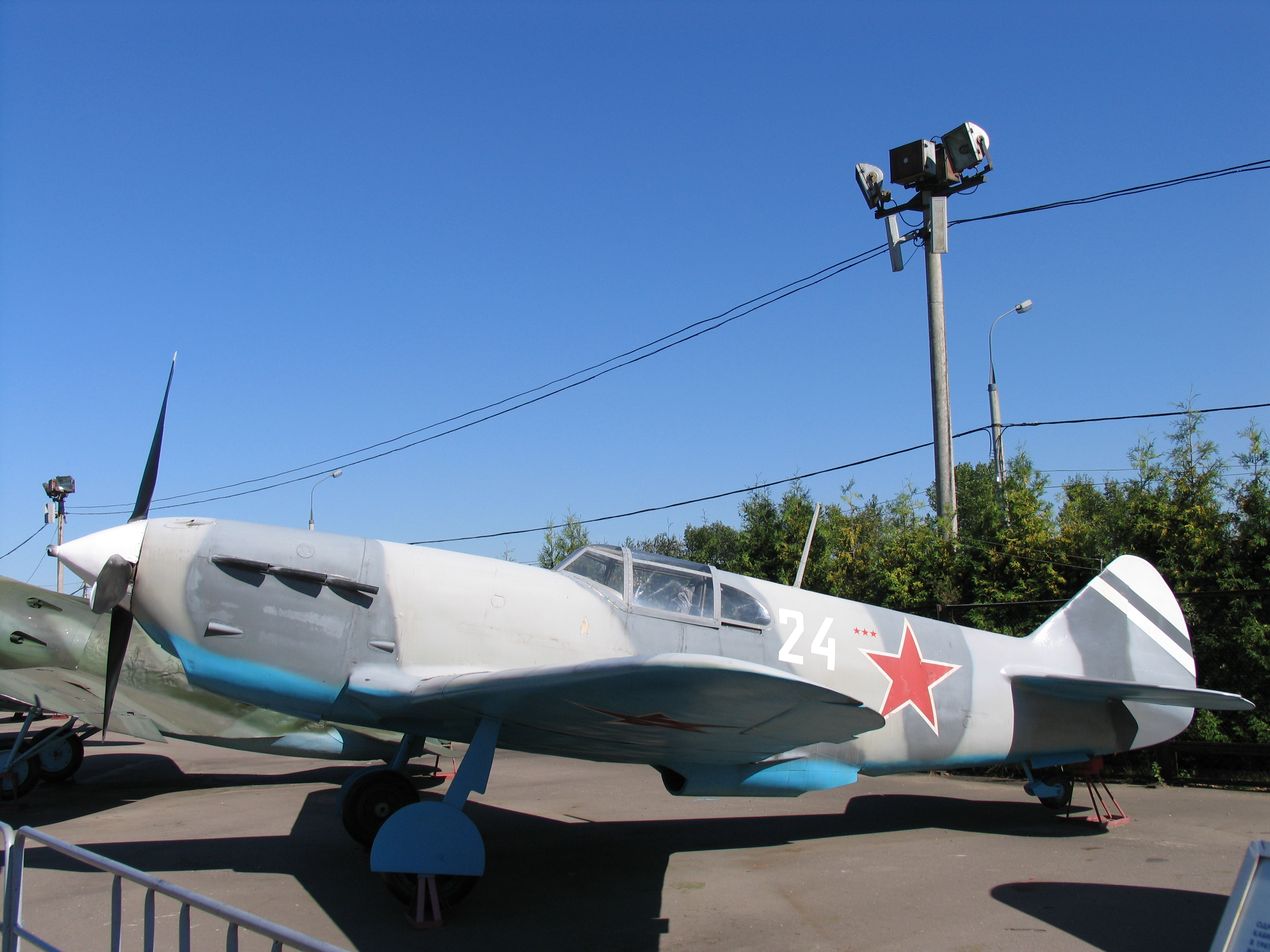
Винищувач ЛаГГ-3
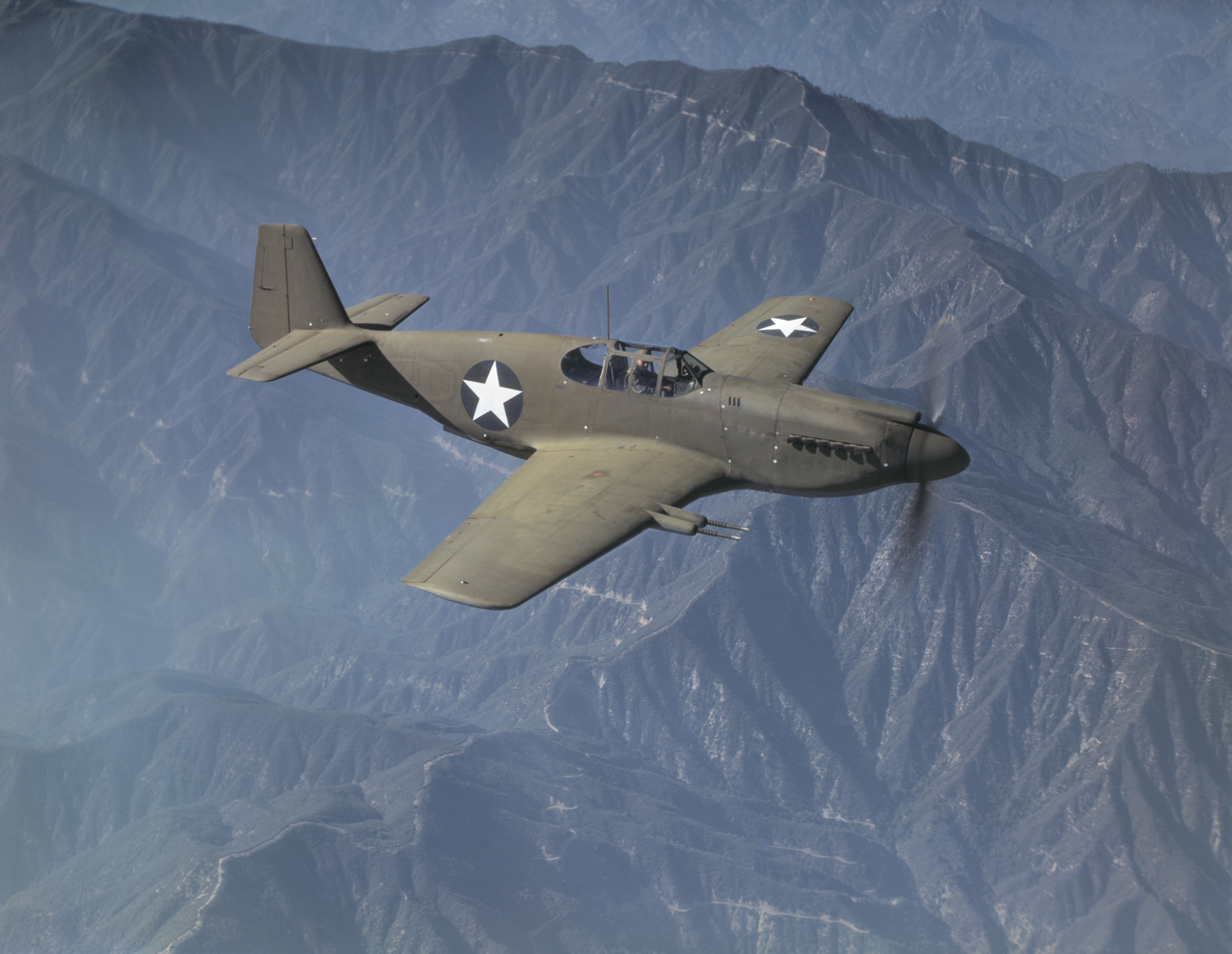
P-51 Mustang
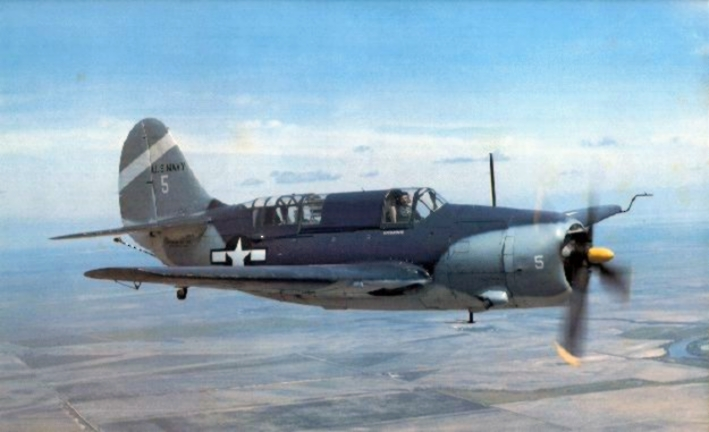
Curtiss SB2C Helldiver
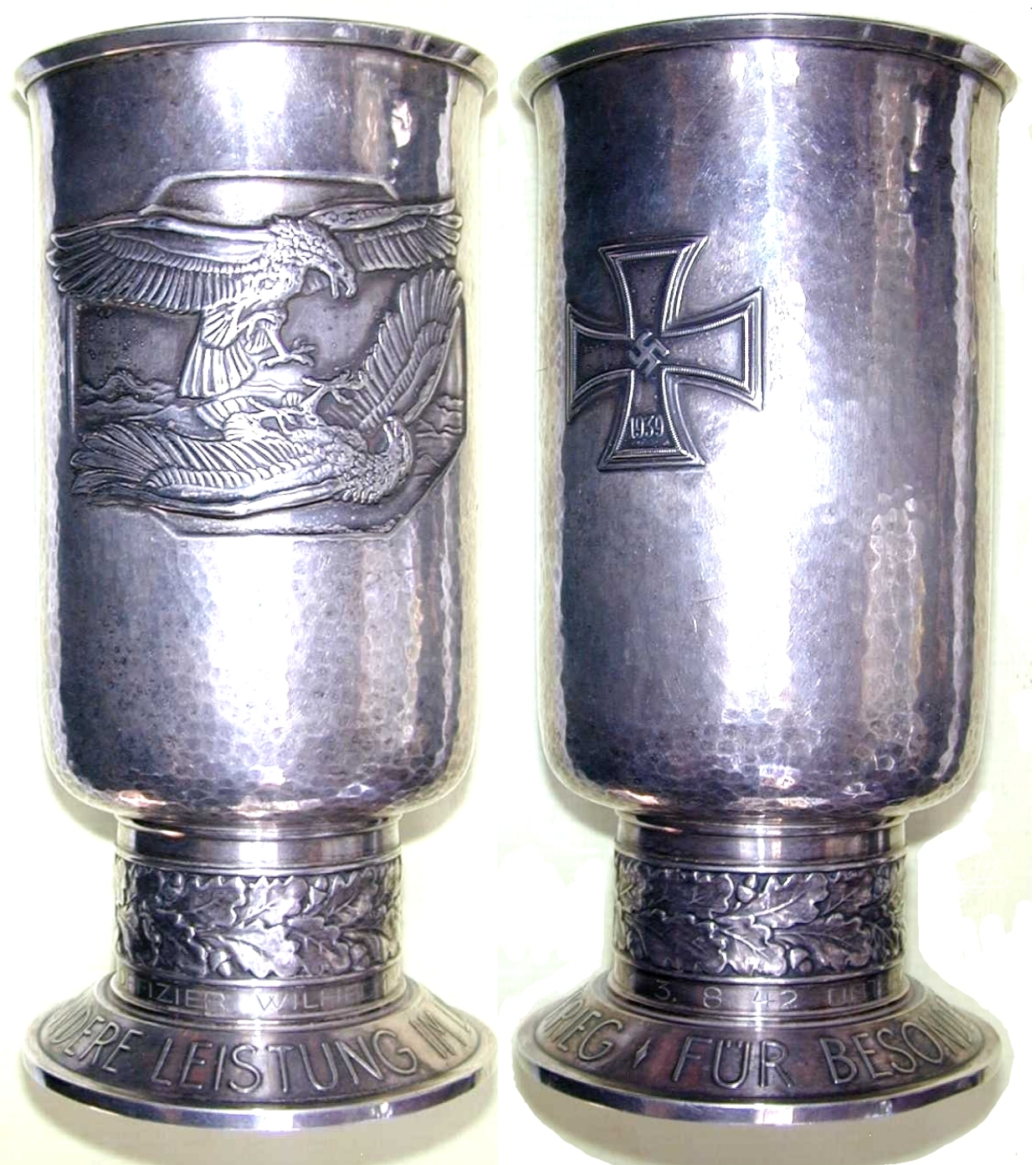
Почесний Кубок Люфтваффе
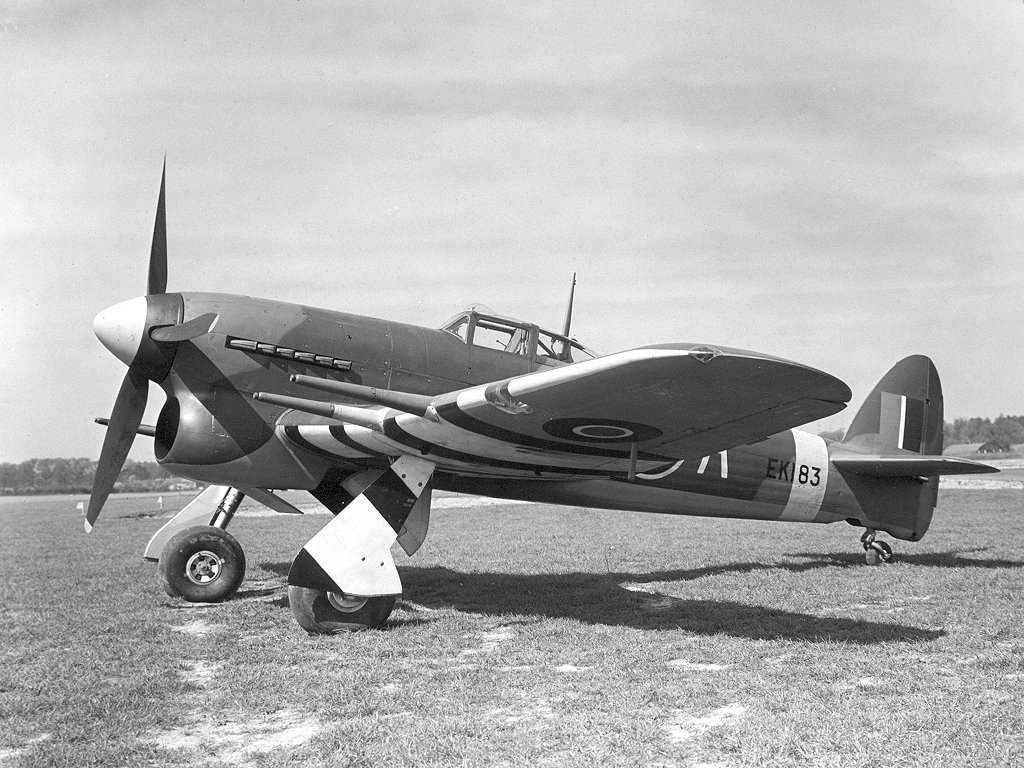
Hawker Typhoon
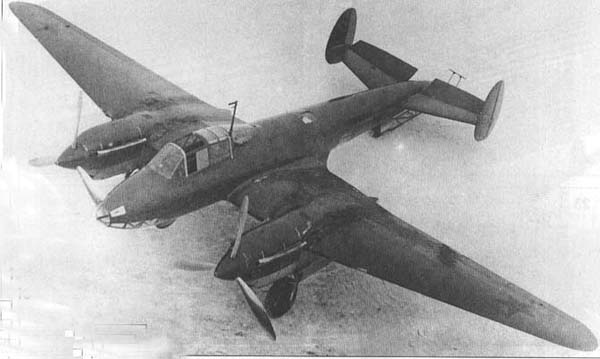
Пе-2
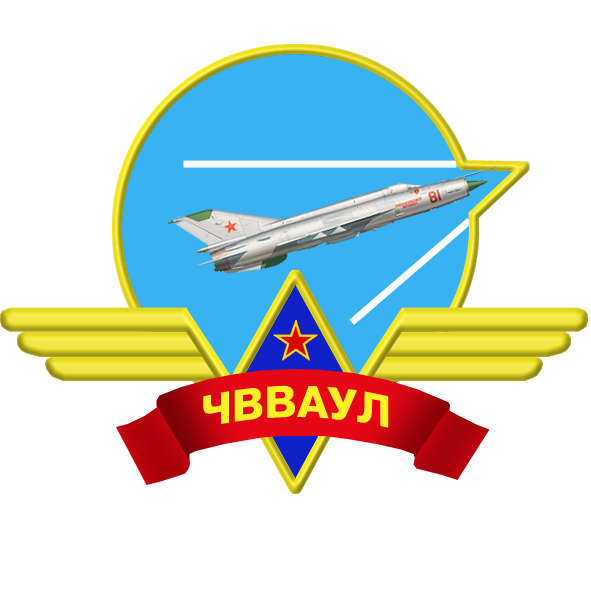
Емблема Чернігівського вищого військового авіаційного училища льотчиків
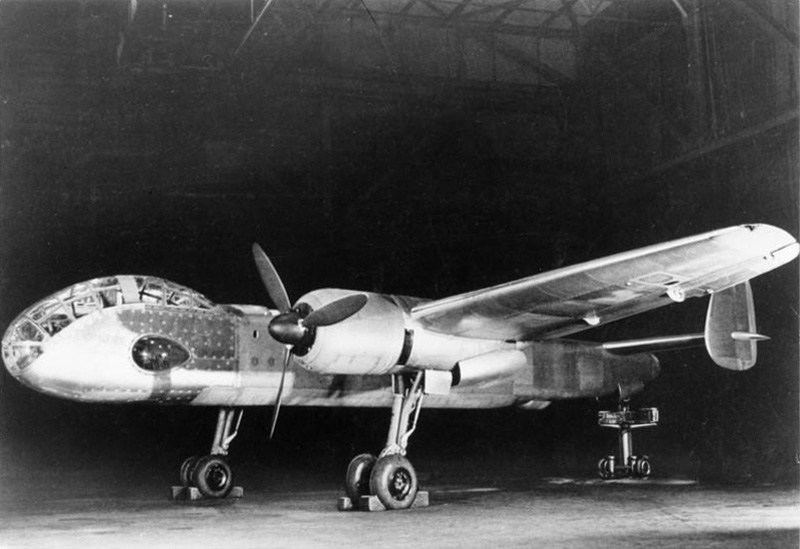
Junkers Ju 288 V1
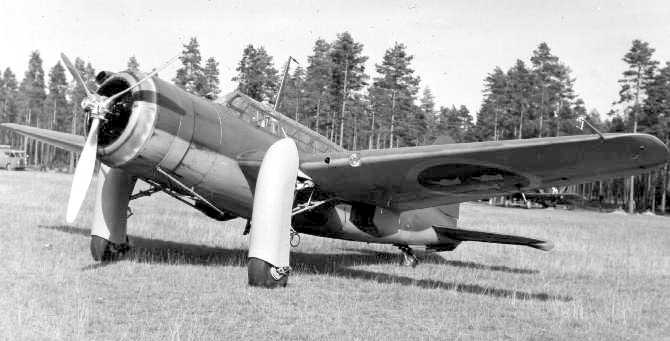
Saab B 17C
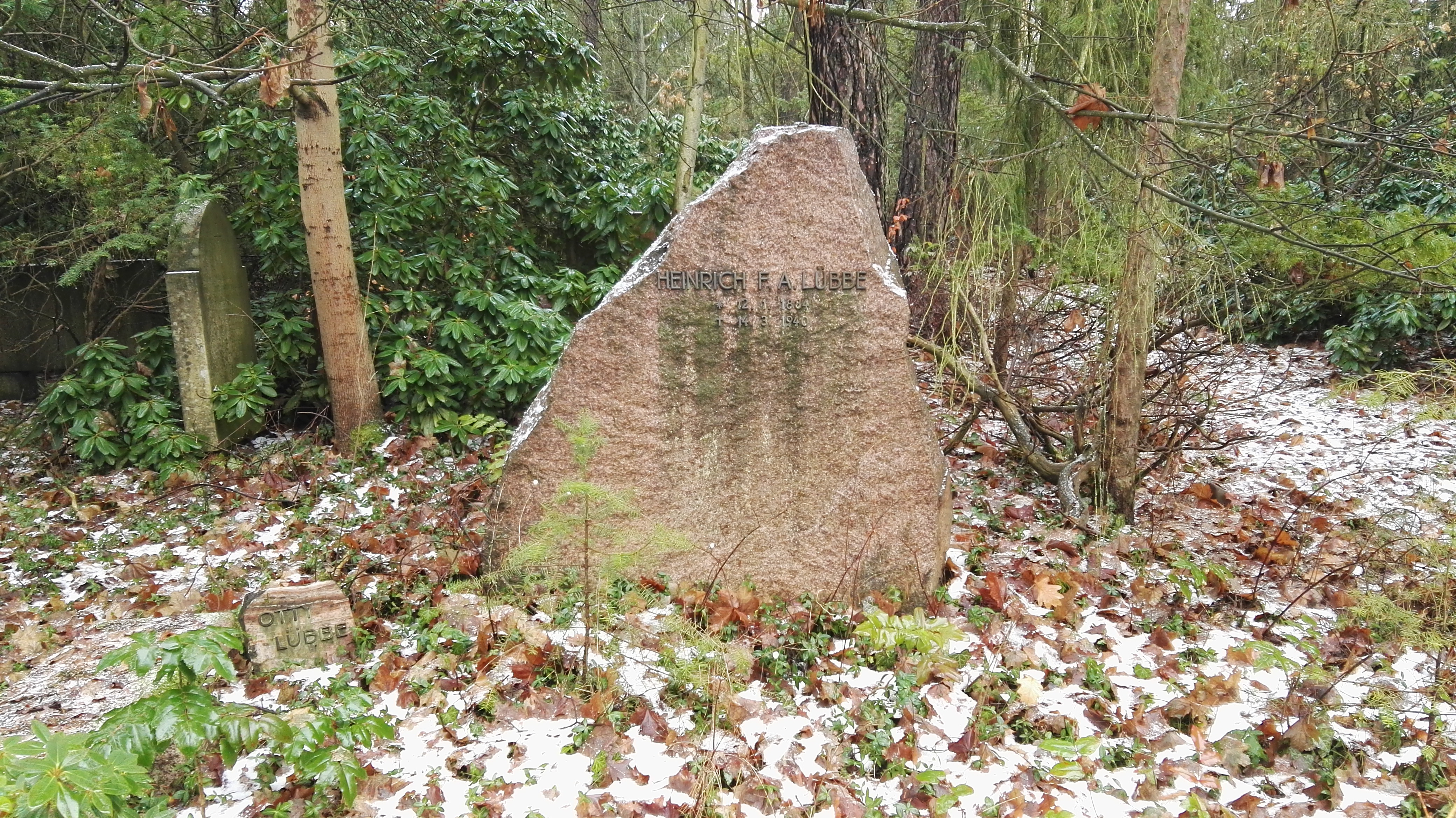
На могилі Генриха Люббе
5-й повітряний флот
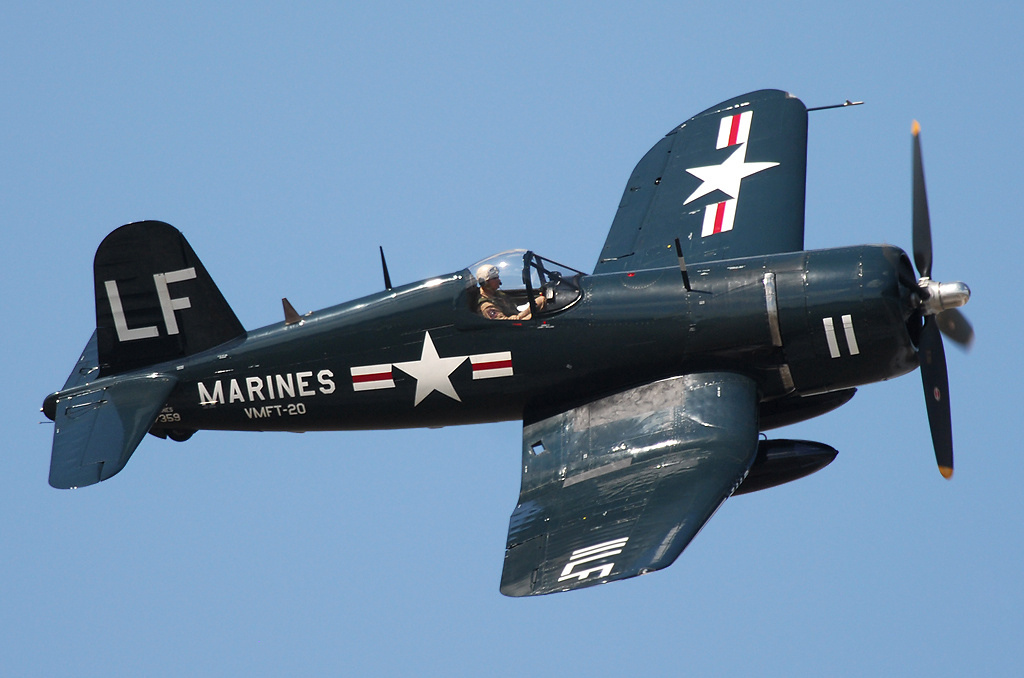
Chance Vought F4U Corsair